# Diocesi di Bo
La diocesi di Bo (in latino Dioecesis Boënsis) è una sede della Chiesa cattolica in Sierra Leone suffraganea dell'arcidiocesi di Freetown. Nel 2022 contava 57.802 battezzati su 1.484.880 abitanti. È retta dal vescovo Charles Allieu Matthew Campbell.

## Territorio
La diocesi comprende la maggior parte della Provincia del Sud della Sierra Leone.
Sede vescovile è la città di Bo, dove si trova la cattedrale del Cuore Immacolato di Maria.
Il territorio si estende su 16.208 km² ed è suddiviso in 18 parrocchie.

## Storia
La diocesi è stata eretta il 15 gennaio 2011 con la bolla Petrini ministerii di papa Benedetto XVI, in seguito alla divisione dell'arcidiocesi di Freetown e Bo, che ha dato origine anche all'arcidiocesi di Freetown.

## Cronotassi dei vescovi
Si omettono i periodi di sede vacante non superiori ai 2 anni o non storicamente accertati.
- Charles Allieu Matthew Campbell, dal 15 gennaio 2011

## Statistiche
La diocesi nell'anno 2022 su una popolazione di 1.484.880 persone contava 57.802 battezzati, corrispondenti al 3,9% del totale.
| anno | popolazione | popolazione | popolazione | presbiteri | presbiteri | presbiteri | presbiteri                | diaconi | religiosi | religiosi | parrocchie |
| anno | battezzati  | totale      | %           | numero     | secolari   | regolari   | battezzati per presbitero | diaconi | uomini    | donne     | parrocchie |
| ---- | ----------- | ----------- | ----------- | ---------- | ---------- | ---------- | ------------------------- | ------- | --------- | --------- | ---------- |
| 2011 | 50.000      | 1.092.657   | 4,6         | 34         | 27         | 7          | 1.471                     |         | 18        | 31        | 14         |
| 2012 | 50.000      | 1.200.000   | 4,2         | 35         | 28         | 7          | 1.428                     |         | 15        | 18        | 15         |
| 2015 | 56.400      | 1.293.000   | 4,4         | 32         | 25         | 7          | 1.762                     |         | 17        | 10        | 15         |
| 2018 | 58.600      | 1.387.000   | 4,2         | 32         | 25         | 7          | 1.831                     |         | 12        | 12        | 15         |
| 2020 | 57.000      | 1.412.830   | 4,0         | 33         | 26         | 7          | 1.727                     |         | 12        | 11        | 15         |
| 2022 | 57.802      | 1.484.880   | 3,9         | 32         | 25         | 7          | 1.806                     |         | 13        | 8         | 18         |